# 略伦斯
略伦斯（西班牙語：Lloréns）是西班牙加泰罗尼亚塔拉戈纳省的一个市镇。总面积6平方公里，总人口1661人（2001年），人口密度277人/平方公里。